# Amblyopsis hoosieri
O peixe caverna Hoosier (Amblyopsis hoosieri) é uma espécie subterrânea de peixe cego do sul de Indiana, nos Estados Unidos. Descrito em 2014, A. hoosieri foi a primeira nova espécie de peixe-caverna ambliopsídeo a ser descoberta em 40 anos.
O nome específico é derivado da palavra "Hoosier", nome de um residente do estado de Indiana. A escolha do nome também foi influenciada pelo fato de Prosanta Chakrabarty, autora sênior do artigo que descreveu pela primeira vez a espécie, ser fã do time de basquete universitário Indiana Hoosiers.